# Honda R series
La serie R es una familia de motores a gasolina lanzado en 2006 para el Honda Civic. Cuenta con tecnología de inyección de combustible, bloque de y culata de aluminio, culata SOHC de 16 válvulas (cuatro válvulas por cilindro) y utiliza el sistema i-VTEC. Los motores de la serie R tienen una relación de compresión de 10.5:1, cuenta con "drive by wire" (control electrónico del acelerador), que es controlado por ordenador para reducir las pérdidas de bombeo y crear una buena curva de par. El motor utiliza muchas tecnologías para mejorar la economía. Los anillos de pistón tienen un recubrimiento iónico, el peso se reduce con el plástico, las piezas de aluminio y colector de admisión de longitud variable que mantiene el caudal de aire adecuado al régimen de rpm. El modelo de transmisión automática, calificado por el Consejo de Recursos del Aire de California (CARB) ULEV-2 (Ultra Low Emissions Vehicle) obtuvo un consumo de combustible 9.4 L/100 km (30 mpg-imp) en ciudad y 6.5 L/100 km (43 mpg-imp) en carretera. La serie K También utiliza la misma unidad de control de motor sin distribuidor.

## R16

### R16A
- Se encuentra en:
  - Honda Civic 2007-2012 (Singapur, Egipto, Turquía, Chipre, Sudáfrica (2012-))
    - Cilindrada: 1595 cc
    - Compresión: 10.5:1
    - Diámetro x carrera: 81 mm (3,19 pulgadas) x 77,4 mm (3,05 pulgadas)
    - Potencia: 125 CV (92 kilovatios) @ 6,200 rpm
    - Par: 15.6 kgm (151 Nm; 111 lb-ft) @ 4,200 rpm
    - Línea roja : 6.500

## R18

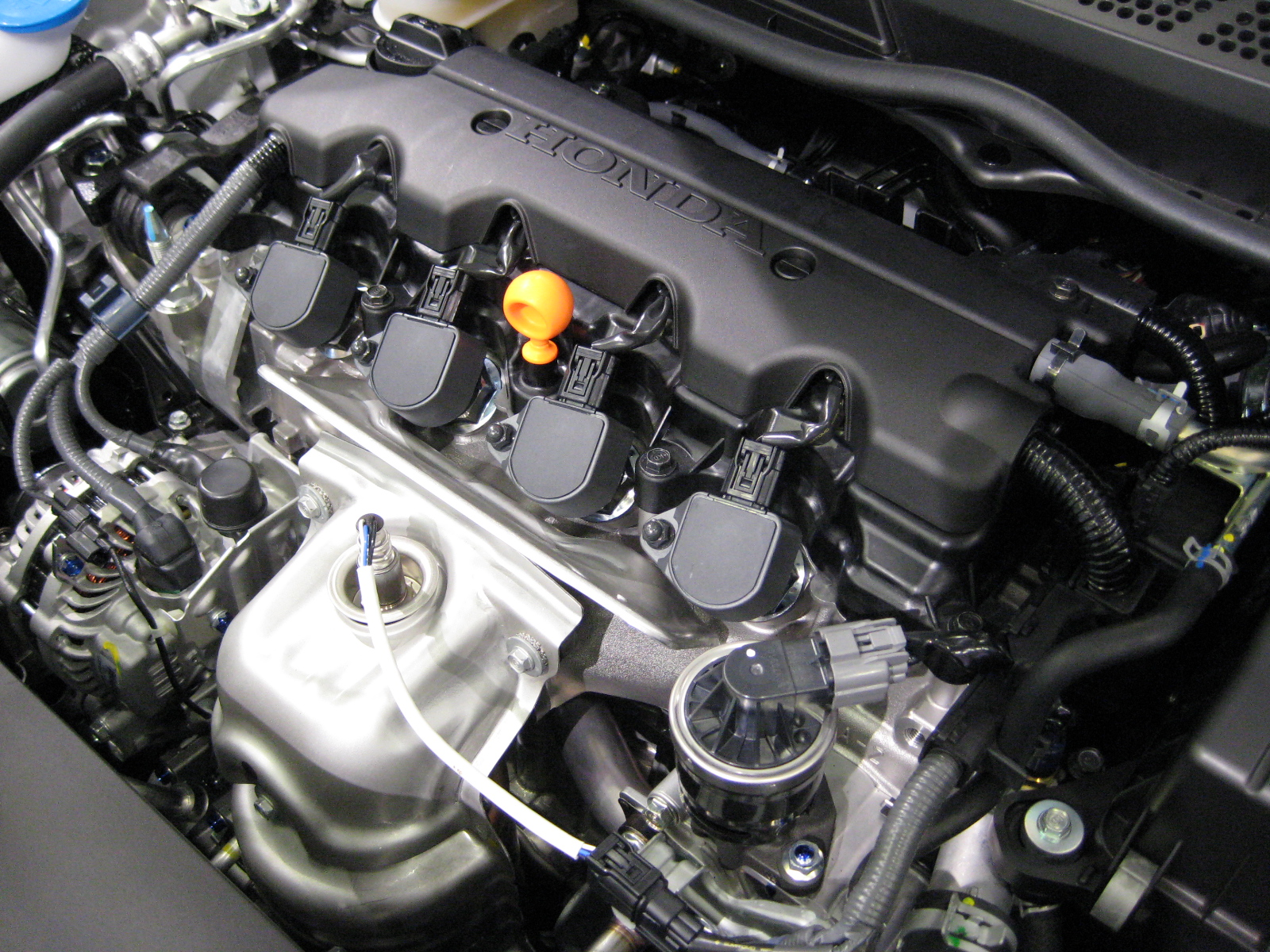
Motor R18A

### R18A1
- Se encuentra en:
  - Honda Civic 2006-2012 (Japón (FD1), EE. UU. y Canadá (FA1 y FG1))
    - Cilindrada: 1799 cc
    - Compresión: 10.5:1
    - Diámetro x Carrera: 81 mm (3,19 pulgadas) x 87,3 mm (3,44 pulgadas)
    - Potencia: 140 CV (103 kilovatios) @ 6300 rpm (Japanese Spec)
    - Par: 17.7 kgm (174 Nm; 128 lbft) @ 4,300 rpm
    - Accionamiento VTEC: 4800 rpm

Similar al R18A2; la diferencia es el mapa de combustible para mejor economía.

### R18A2
- Se encuentra en:
  - Honda Civic 2007-2012 (Europa (FN1 y FK2))
    - Cilindrada: 1799 cc
    - Compresión: 10.5:1
    - Diámetro x Carrera: 81 mm (3,19 pulgadas) x 87,3 mm (3,44 pulgadas)
    - Potencia: 140 CV (103 kilovatios) @ 6,300 rpm
    - Par: 17.7 kgm (174 Nm; 128 lb-ft) @ 4,300 rpm
    - Accionamiento VTEC: 1500 rpm - 3500 rpm

## R20

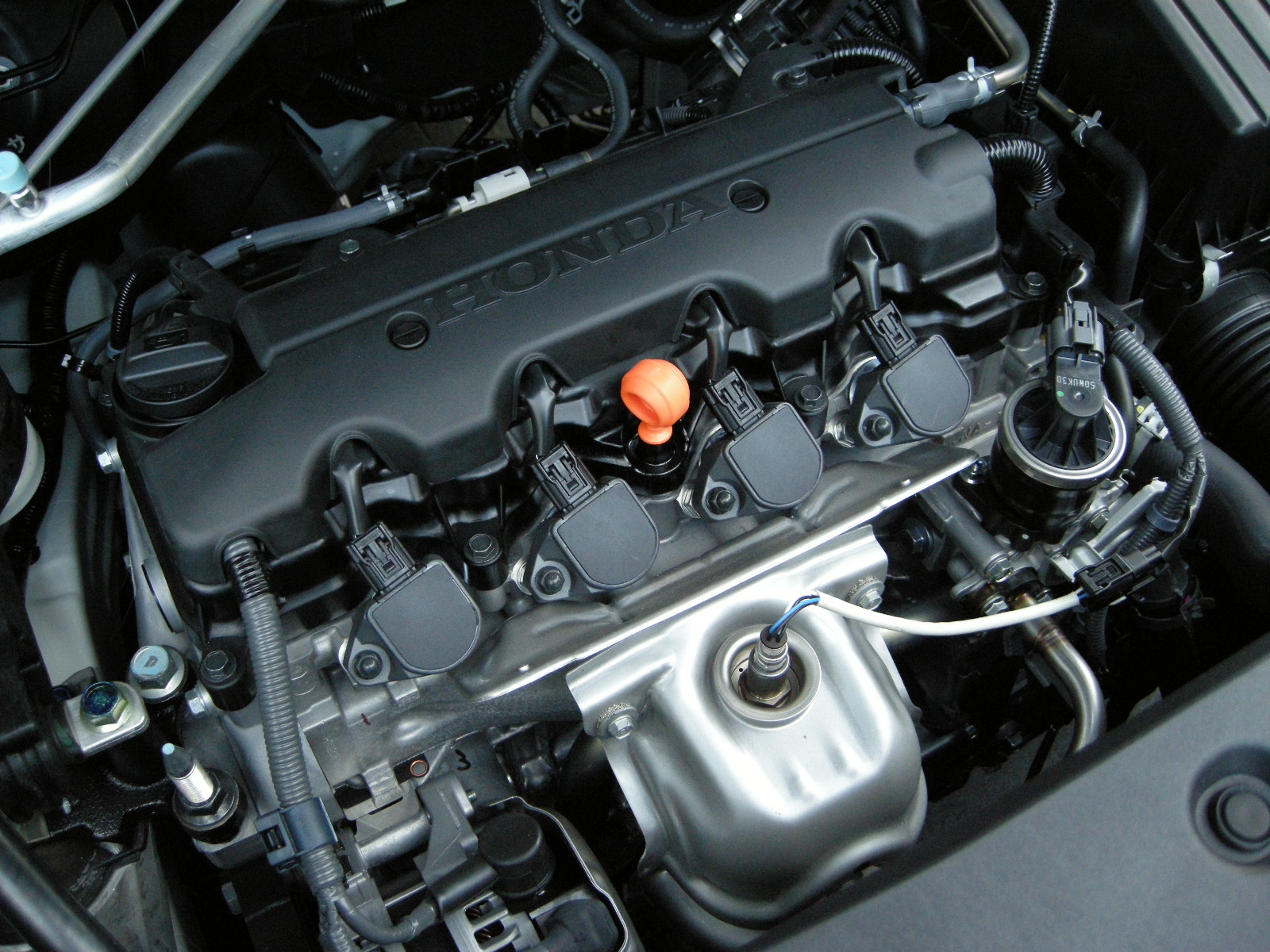
Motor R20A

### R20A1
- Se encuentra en:
  - Honda CR-V (RE1, RE2) 2007-2012
  - Honda Civic (FB) 2012-
  - Honda Stream (RSZ) 2008-
  - Acura ILX (DE1) 2013-
    - Cilindrada: 1997 cc
    - Compresión: 10.5:1
    - Diámetro x Carrera: 81 mm (3,19 pulgadas) x 96,9 mm (3,81 pulgadas)
    - Potencia: 150 CV (110 kilovatios) @ 6,200 rpm
    - Par: 19.4 kgm (190 Nm; 140 lb-ft) @ 4,197 rpm

### R20A2
- Se encuentra en:
  - Honda CR-V (RE5) 2007-
    - Cilindrada: 1997 cc
    - Compresión: 10.5:1
    - Diámetro x Carrera: 81 mm (3,19 pulgadas) x 96,9 mm (3,81 pulgadas)
    - Potencia: 150 CV (110 kilovatios) @ 6,200 rpm
    - Par: 19.4 kgm (190 Nm (140 lb-ft) @ 4,200 rpm

### R20A3
- Se encuentra en:
  - Honda Accord (CP1) 2008 -
    - Cilindrada: 1997 cc
    - Compresión: 10.5:1
    - Diámetro x Carrera: 81 mm (3,19 pulgadas) x 96,9 mm (3,81 pulgadas)
    - Potencia: 156 CV (115 kilovatios) @ 6,300 rpm
    - Par: 19.3 kgm (189 Nm; 139 lb-ft) @ 4,300 rpm